# Laimoviken
Laimoviken, Samisch: Láimoluokta, Nederlands: Baai van Laimo, is een randmeer in het noorden van Zweden dat  een onderdeel is van het veel grotere Torneträsk. Het meer ligt in de gemeente Kiruna en vormt de noordoostpunt van het Torneträsk. De punt in het noordoosten van het Laimoviken ligt vijf kilometer van de grens met Noorwegen.
Laimoviken is ook de plaatsaanduiding van het einde van de landweg naar Kattuvuoma en Salmi. Laimoviken ligt aan einde, dus aan het noordoosten van de baai. Het is op verzoek mogelijk er van Kiruna Airport met de helikopter of vanuit Abisko met de boot heen te gaan.